# 在日マリ人
在日マリ人（ざいにちマリじん）は、日本に一定期間在住するマリ国籍の人々である。

## 統計
日本の法務省の在留外国人統計によると、2023年12月末時点で在日マリ人は275人である。
在留資格別（3位まで）
| 順位 | 在留資格 | 人数 |
| ---- | -------- | ---- |
| 1    | 永住者   | 87   |
| 2    | 特定活動 | 49   |
| 3    | 留学     | 37   |

都道府県別（3位まで）
| 順位 | 都道府県 | 人数 |
| ---- | -------- | ---- |
| 1    | 神奈川   | 60   |
| 2    | 東京     | 55   |
| 3    | 群馬     | 44   |